# Hermann Goßler

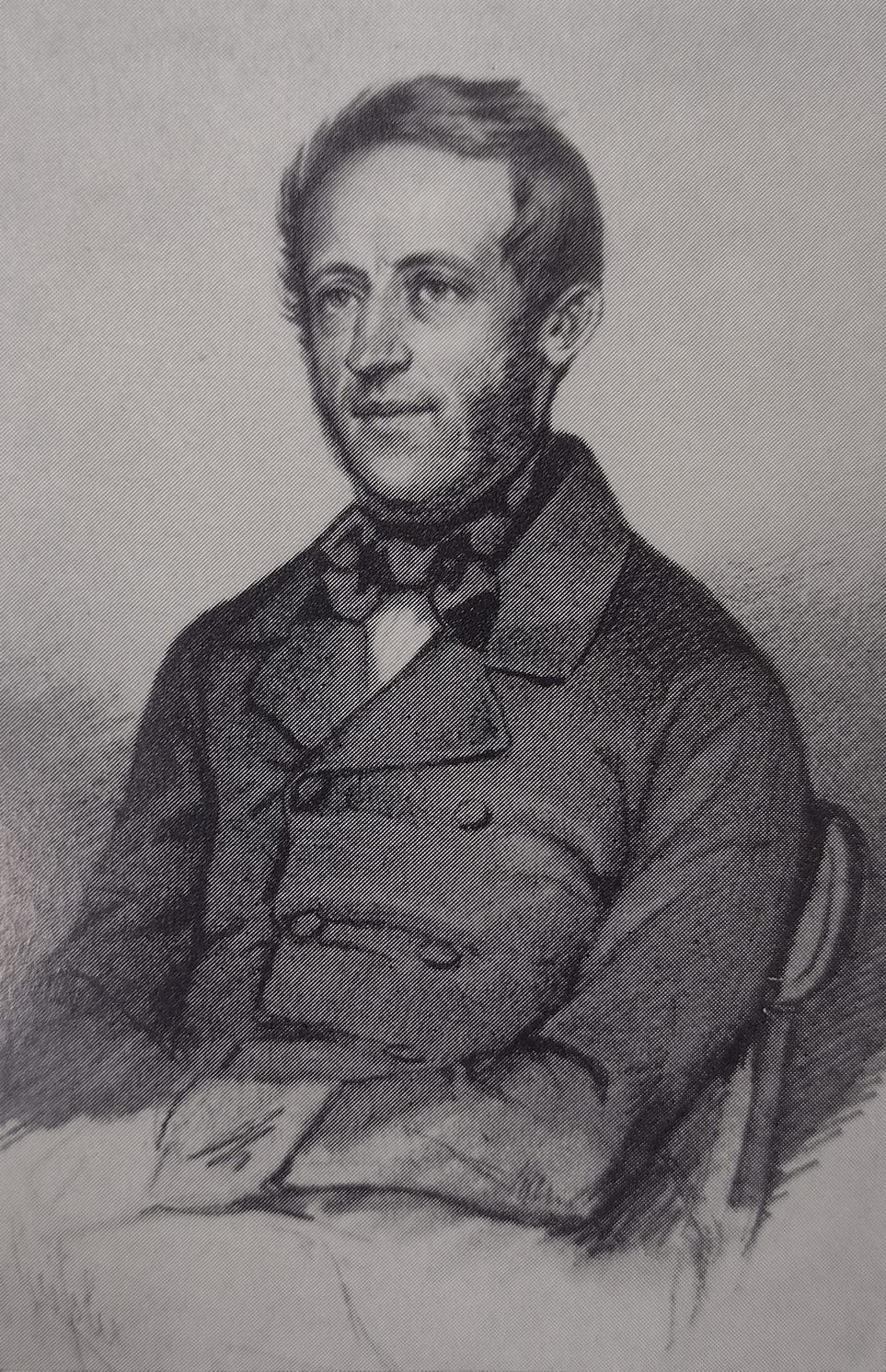
Hermann Goßler

Hermann Goßler (Hamburg, 21 augustus 1802 - aldaar, 10 mei 1877) was een Duits politicus die eerste burgemeester (Erste Bürgermeister) van de Vrije en Hanzestad Hamburg is geweest.

## Biografie

### Achtergrond en opleiding
Hermann Goßler stamde uit een patriciërsfamilie. Zijn vader was Johann Heinrich Goßler (1775-1842), Hamburger senator en eigenaar van handelshuis Johann Berenberg, Gossler & Co. Zijn broer Johann Heinrich Goßler (1805-1879) was later directeur van het handelshuis en grootvader van John Freiherr von Berenberg-Goßler (1866-1943).

### Opleiding en carrière
Hermann Goßler volgde lager- en middelbaar onderwijs in Hamburg en studeerde rechten aan de Ruprechts-Karls-Universiteit Heidelberg. In 1826 vestigde hij zich als advocaat in Hamburg. Naast zijn werk als advocaat werkte hij ook als armenverpleegkundige.
Hermann Goßler werd op 5 mei 1837 senaatssecretaris van de Raad van Hamburg (Hamburger Rat). Van 1838 tot 1842 was hij secretarius van het hooggerechtshof (tot 1860). Op 1 juni 1842, kort na de Brand in Hamburg, werd Goßler in de Raad van Hamburg (sinds 1860: Senaat) gekozen en bleef dit tot zijn dood in 1877. Hij was voorzitter van diverse senaatsautoriteiten (= ministersposten), o.a. van 1848 tot 1853 voorzitter van de senaatsautoriteit van Politie (Polizeiherr). In 1870, 1871 en in 1873 werd hij tot tweede burgemeester (Zweite Bürgermeister) van Hamburg gekozen.
Van 1 januari tot 31 december 1874 was hij voorzitter van de Senaat (Präsident des Senats) en eerste burgemeester (Erste Bürgermeister) van de Vrije en Hanzestad Hamburg.

## Noot
1. ↑  Raad van Hamburg, vóór 1860 de benaming van de Senaat

- Gemeinsame Normdatei: 136450350
- Virtual International Authority File: 80791587